# Bistro

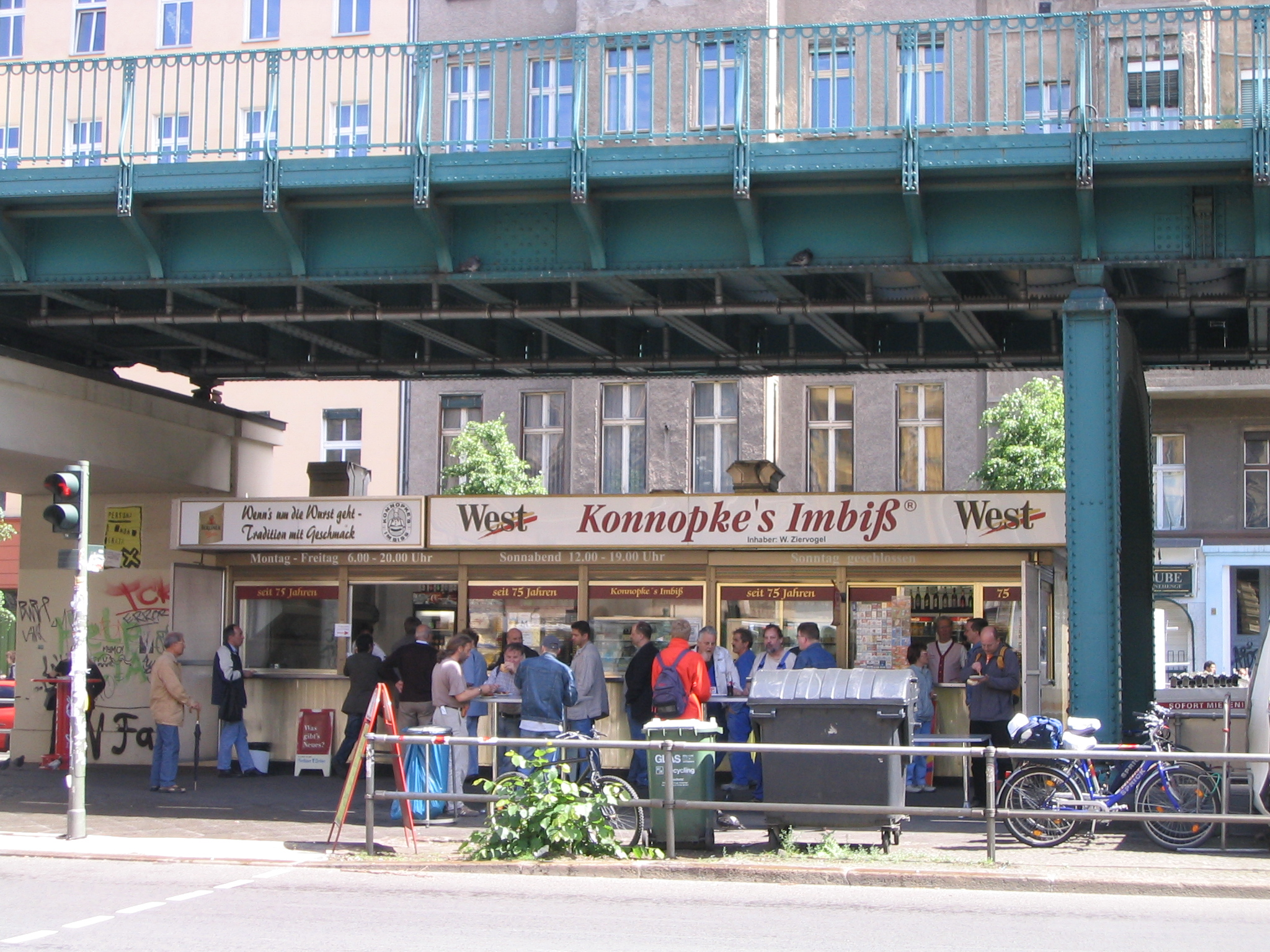
Berlínské bistro

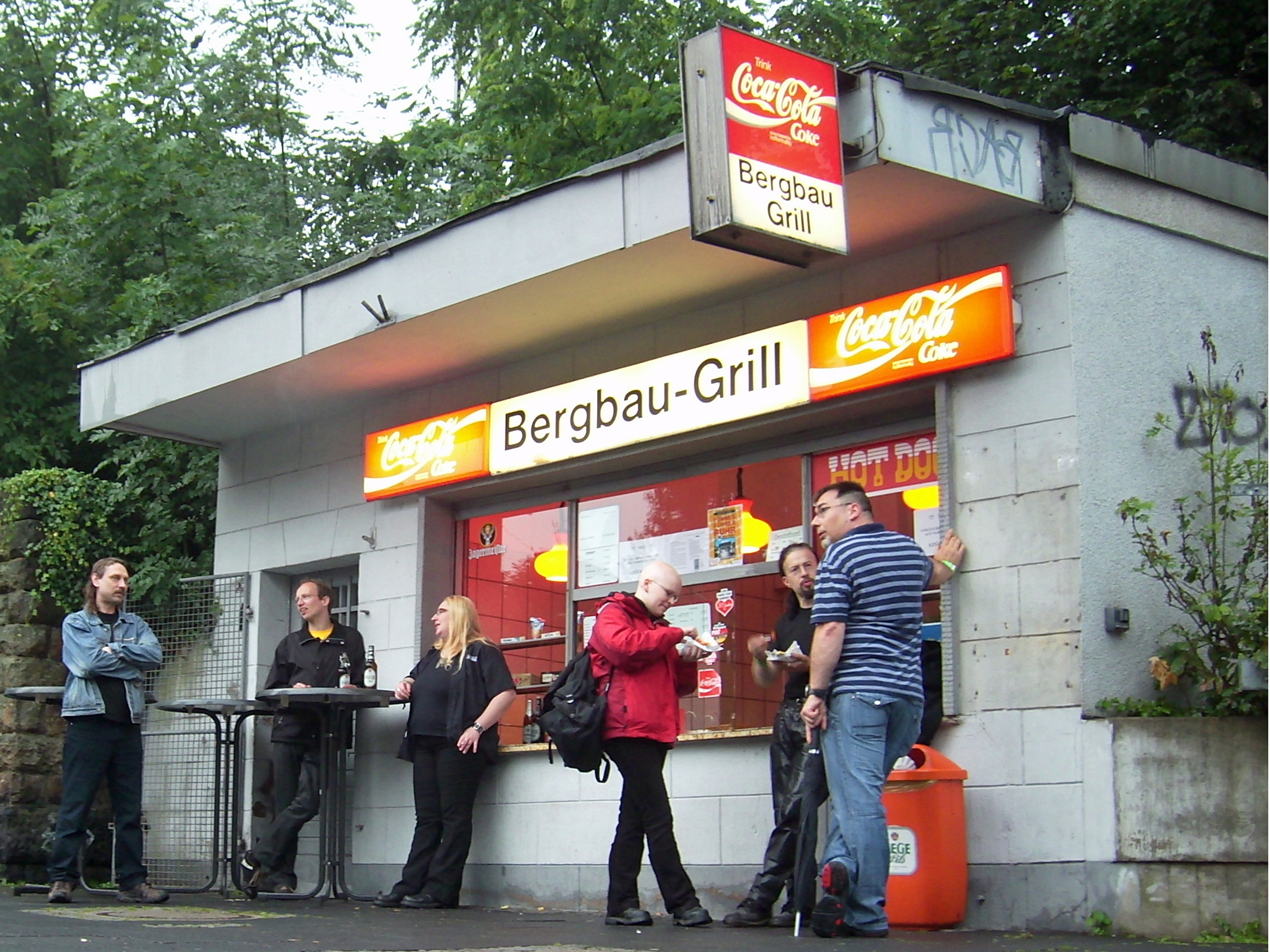
Samostatně stojící bistro

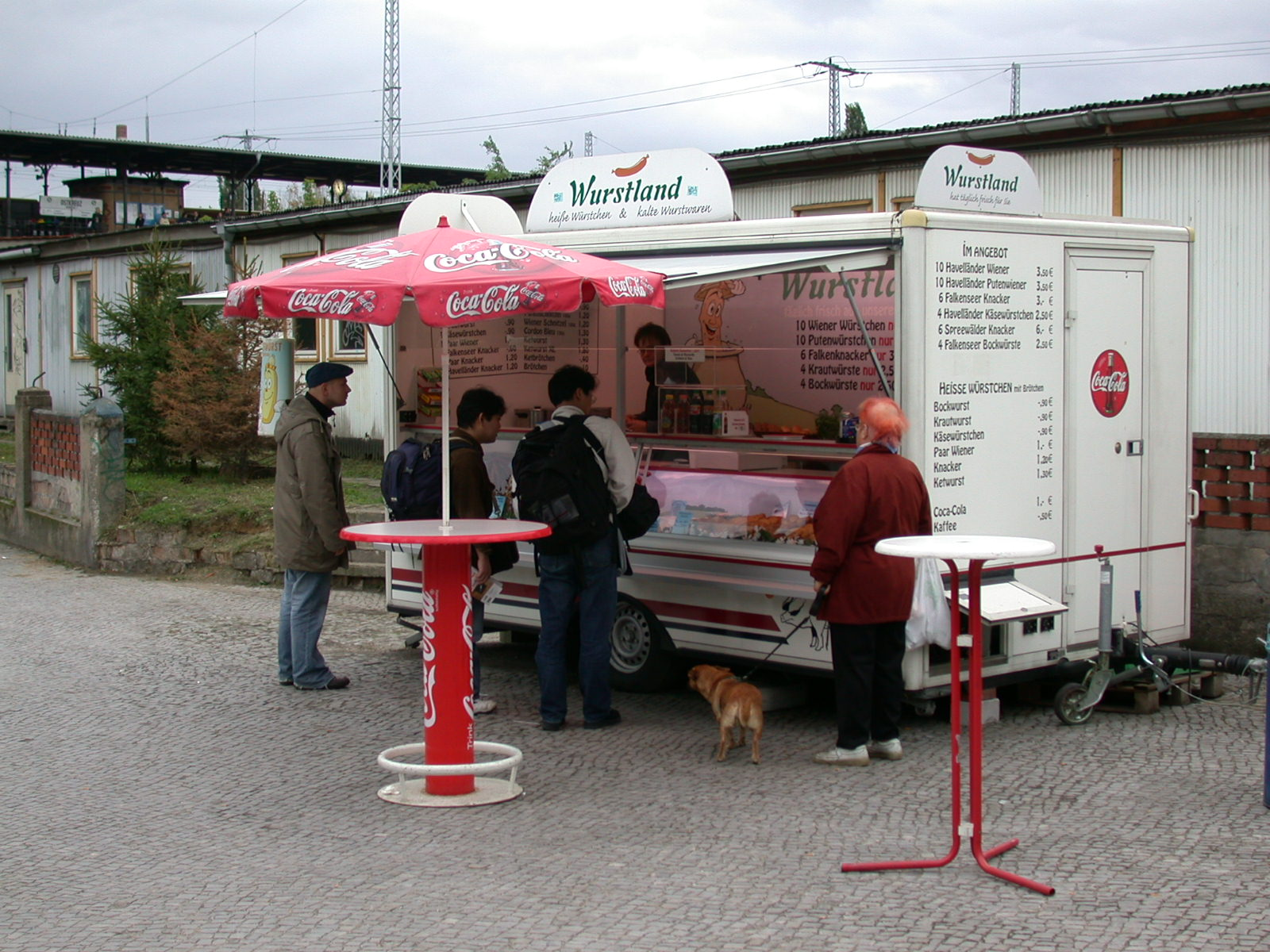
Mobilní bístro vytvořené z přívěsu

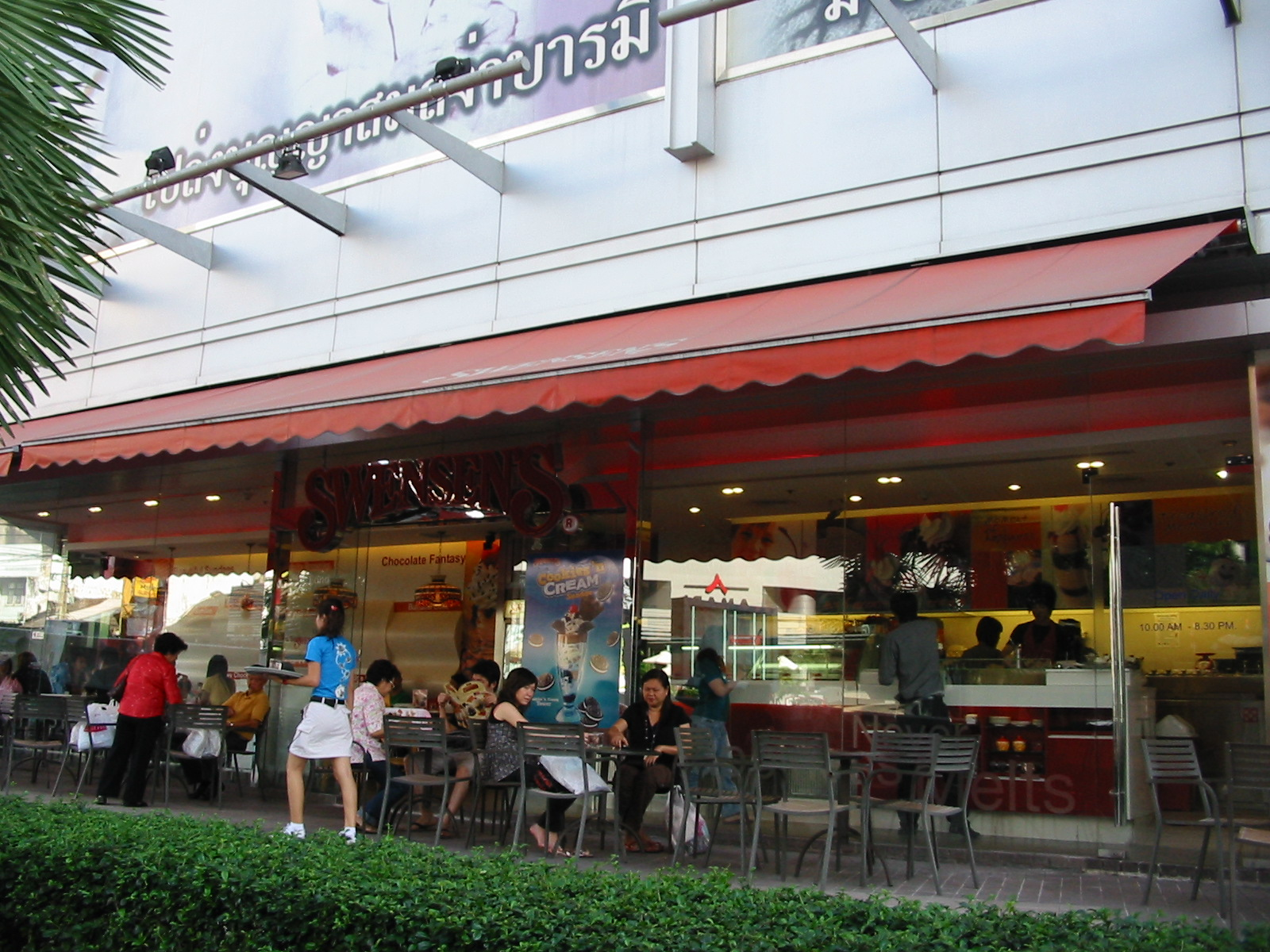
Bistro jako pokračování restaurace rychlého občerstvení Thajsko

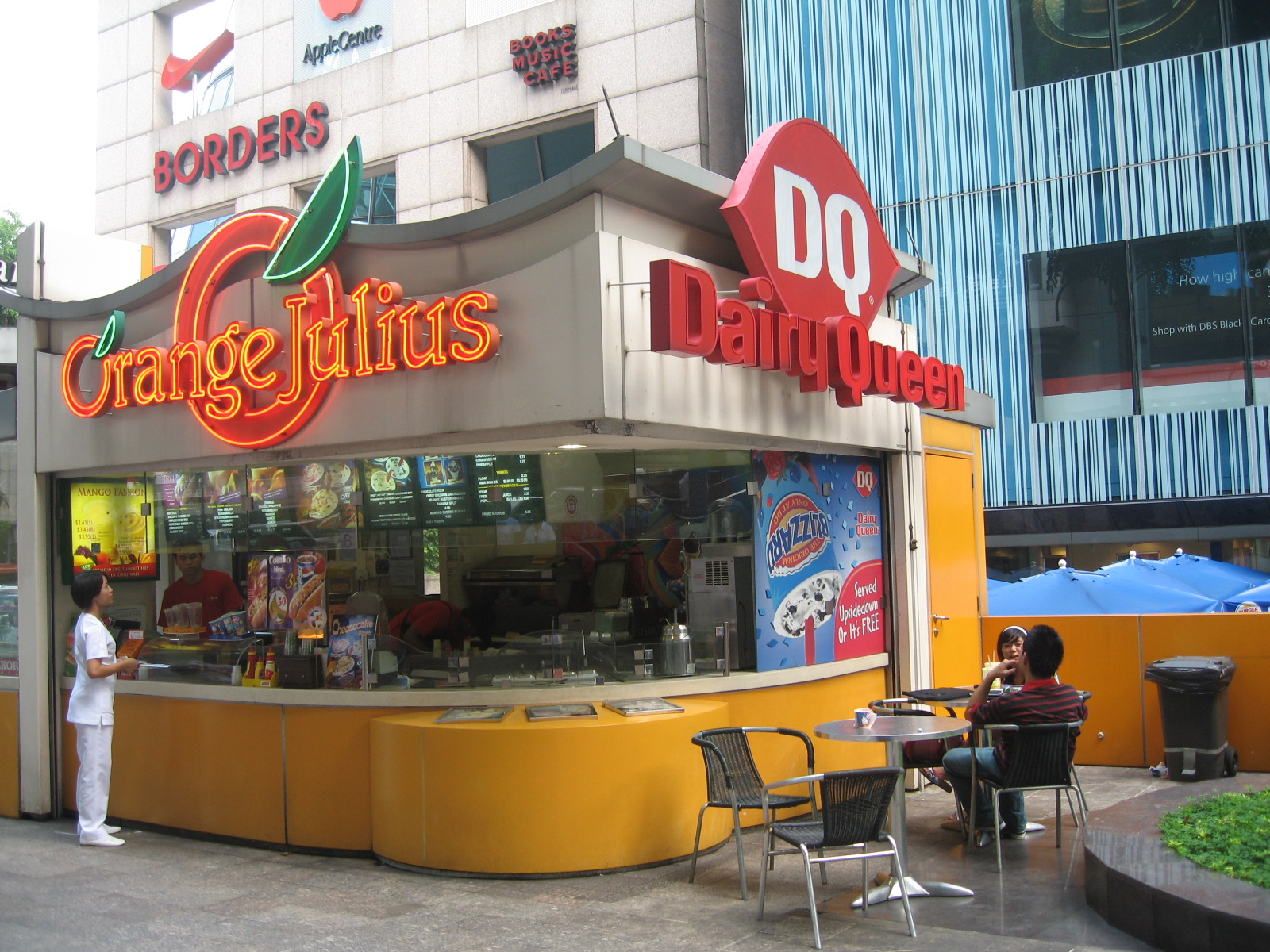
Exotické bistro

Bistro, v původním francouzském kontextu kavárna, kde lze rovněž dostat něco lehkého k jídlu, v češtině obecněji místo pro prodej jídel a nápojů kolemjdoucím zákazníkům. Vybavením a sortimentem se nachází mezi jednoduššími kiosky a komfortnějšími restauracemi rychlého občerstvení.

## Etymologie
Slovo je převzaté z francouzštiny, ve které se vyvinulo z nářečního bistraud, původně označením  prodavače vína.

Podle lidové etymologie název vznikl z ruského "bystro" - rychle. Na konci napoleonských válek přišli do Paříže ruští kozáci. Legenda vypráví, že pokaždé když vpadli do hospůdky a objednali si alkohol a jídlo, měli naspěch a křičeli: "Býstro, býstro!" Podnikaví pařížští putykáři jim chtěli zalichotit, protože to byli dobří hosté, žádní skrblíci, a tak nazvali své podniky slovem, které od Rusů velmi často slyšeli.

## Stavební uspořádání
Stavebně může jít o samostatnou stavbu, součást nějakého komplexu staveb nebo dočasné zařízení: mobilní kontejner nebo maringotka. Vždy se nachází výškově v úrovni okolního terénu. Běžnými místy výskytu bister jsou sportovní objekty jako koupaliště, lyžařské sjezdovky, autodromy. V těchto místech může být bistro ve stejné budově se šatnami, pokladnou pro výběr vstupného a technickým zázemím areálu. Samostatně stojící budovy najdeme spíše v rozsáhlejších areálech typu ZOO, botanických zahrad, v sousedství stavebních památek (hrady, zámky).

## Charakteristické znaky, organizace prodeje
Bistro (občerstvení) díky rozměrům poskytuje také zázemí prodavačům, kterých bývá na rozdíl od kiosků několik. Přesto tento model jednoznačně definuje, že obsluha zůstává uvnitř provozních prostor, zákazníci jsou venku, do provozovny nevstupují. Obsluha se děje prostřednictvím prodejních okének ve stěně provozní budovy nebo častěji pultů. Na provozní budovu nebo pult navazuje plocha se stoly pro konzumaci jídel i nápojů. Alespoň část této plochy bývá zastřešená. Pro snazší udržení hygieny a obsluhu jsou často dochucovací prostředky (majonéza, hořčice, cukr) prodávány v jednoporcovém balení.

## Typický sortiment rychlého občerstvení v Česku
Jsou to především jídla, která je možné uchovávat chlazená nebo zmražená a tepelně se upravují v okamžiku spotřeby. Existují i bistra, která připravují složitější jídla. Například ohřívané a opékané uzeniny, grilovaná kuřata, hranolky, langoše, párky v rohlíku (neboli pikador), ale i polévky, grilovaná kuřata, řízky a někdy i hotová jídla. V letním období bývá doplňkem sortimentu točená zmrzlina. Současně s tím bývá v nabídce i sortiment typický pro kiosky: cukrovinky, obložené bagety, různé nápoje, někdy i uzeniny, sýry a jiný specifický sortiment. Nabídka nápojů běžně obsahuje mimo nealkoholických nápojů, plechovkového a lahvového piva také různé druhy kávy, točené nápoje, destiláty a džusy.